# SMDS
SMDS (anglicky Switched Multi-megabit Data Service) byla paketová služba bez spojení, využívající se především pro spojení sítí LAN, MAN a WAN. V Evropě byla služba s mírnými odchylkami známá jako CBDS (Connectionless Broadband Data Service).
SMDS byl specifikován a později i implementován společností Bellcore a byl vytvořen na bázi standardu IEEE 802.6 pro Metropolitan area network (MAN). Služba poskytovala rychlost přenosu dat v rozsahu od 1,544 Mbit/s (T1 nebo DS1) do 45 Mbit/s (T3 nebo DS3). SMDS sloužila jako prozatímní řešení, než "dozraje" technologie Asynchronous Transfer Mode (ATM). Během devadesátých let byl SMDS nahrazen rozšířenější službou Frame Relay.
K přenosu se využívá dělení paketů do datových jednotek (buněk) konstantní délky 53 oktetů (obdoba ATM, SONETu nebo G.703).